# Vizepräsident Brasiliens
Der Vizepräsident Brasiliens ist nach dem Präsidenten das zweithöchste Amt in der Exekutive der brasilianischen Regierung und steht in der Präsidentschaftsnachfolge an erster Stelle. Seine Aufgabe ist es, den Präsidenten zu vertreten, wenn dieser ins Ausland reist oder nicht in der Lage ist, seine Pflichten zu erfüllen, und seine Nachfolge anzutreten, wenn er zurücktritt, stirbt oder durch ein bestimmtes Verfahren seines Amtes enthoben wird. Außerdem muss er den Präsidenten beraten, wenn er darum gebeten wird. Die derzeitige Verfassung ermöglicht es, dem Vizepräsidenten durch ein ergänzendes Gesetz neue Befugnisse zu übertragen. Im Laufe der Geschichte haben acht Vizepräsidenten das Amt des Präsidenten übernommen.
Während der Geltungsdauer der Verfassung von 1891, zwischen 1891 und 1930 und zwischen 1946 und 1963, während der Geltungsdauer der Verfassung von 1946 bis zur Verabschiedung des Verfassungszusatzes Nr. 6 von 1963, fungierte der Vizepräsident auch als Präsident des Bundessenates (Senado Federal). Von 1967 bis 1969, nach der brasilianischen Verfassung von 1967, als Präsident des Nationalkongresses (Congresso Nacional do Brasil). Das Amt existierte zwischen 1930 und 1946 nicht.
Die Amtszeit des Vizepräsidenten der Republik Brasilien beträgt vier Jahre, mit dem Recht auf Wiederwahl, wenn er vom Präsidenten wiedergewählt wird. In der geltenden Verfassung von 1988 war ursprünglich eine fünfjährige Amtszeit ohne Wiederwahl vorgesehen. In den früheren Verfassungen Brasiliens waren Amtszeiten von vier, fünf und sechs Jahren festgelegt. Nereu Ramos, João Goulart und Adalberto Pereira dos Santos waren die Vizepräsidenten, die fünf Jahre im Amt waren. Der einzige Vizepräsident, der eine sechsjährige Amtszeit hatte, war Aureliano Chaves aufgrund der Verfassungsänderung (Emenda constitucional) Nr. 8 von 1977, Artikel 75, Absatz 3.
Seit dem 1. Januar 2023 hat Geraldo Alckmin, ein Arzt und ehemaliger Gouverneur des Bundesstaates São Paulo, dieses Amt inne. Die noch lebenden ehemaligen Vizepräsidenten sind: José Sarney (* 1930), 20. Vizepräsident; Michel Temer (* 1940), 24. Vizepräsident und Hamilton Mourão (* 1953), 25. Vizepräsident. 

## Geschichte

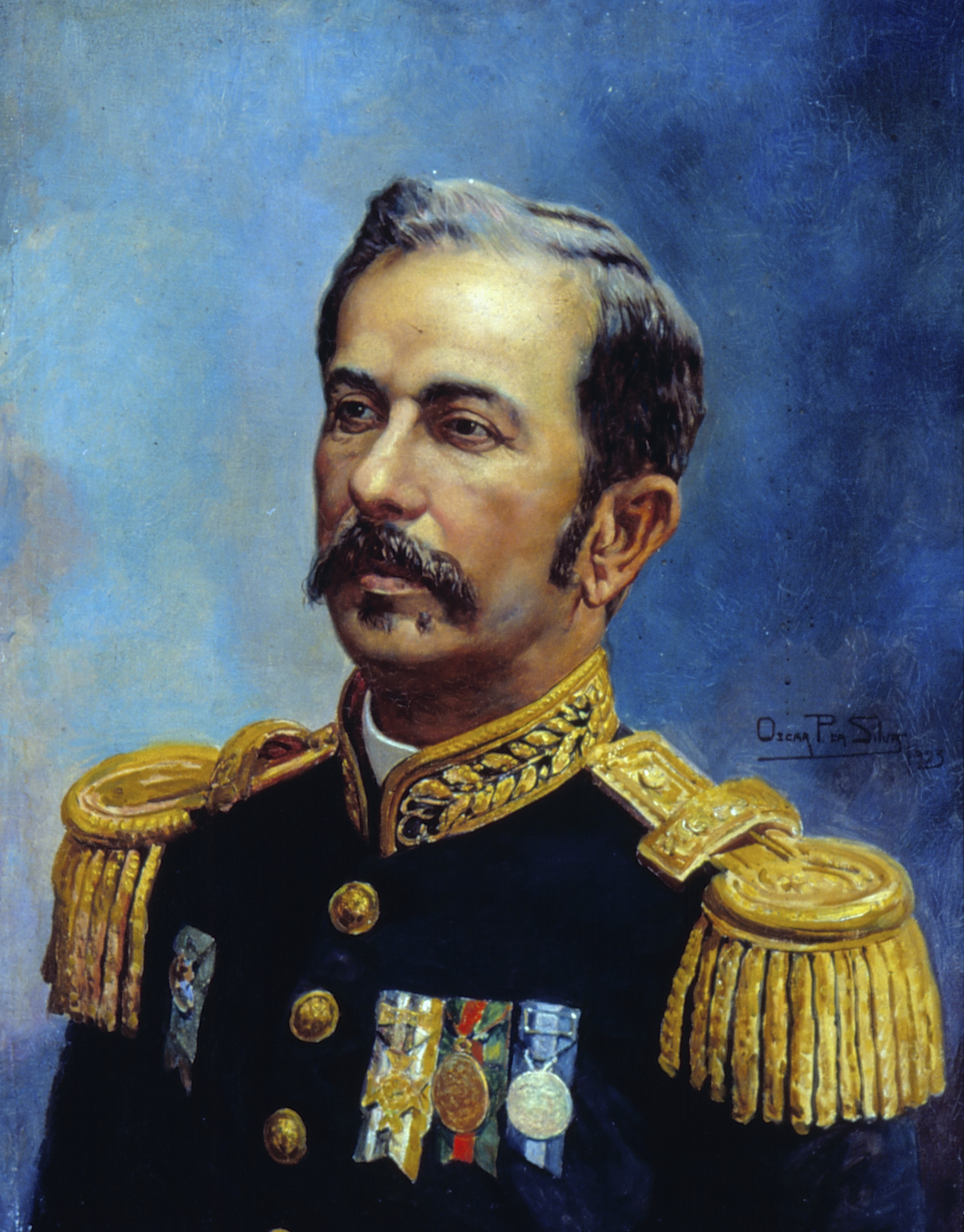
Marechal Floriano Peixoto, erster Vizepräsident der Republik

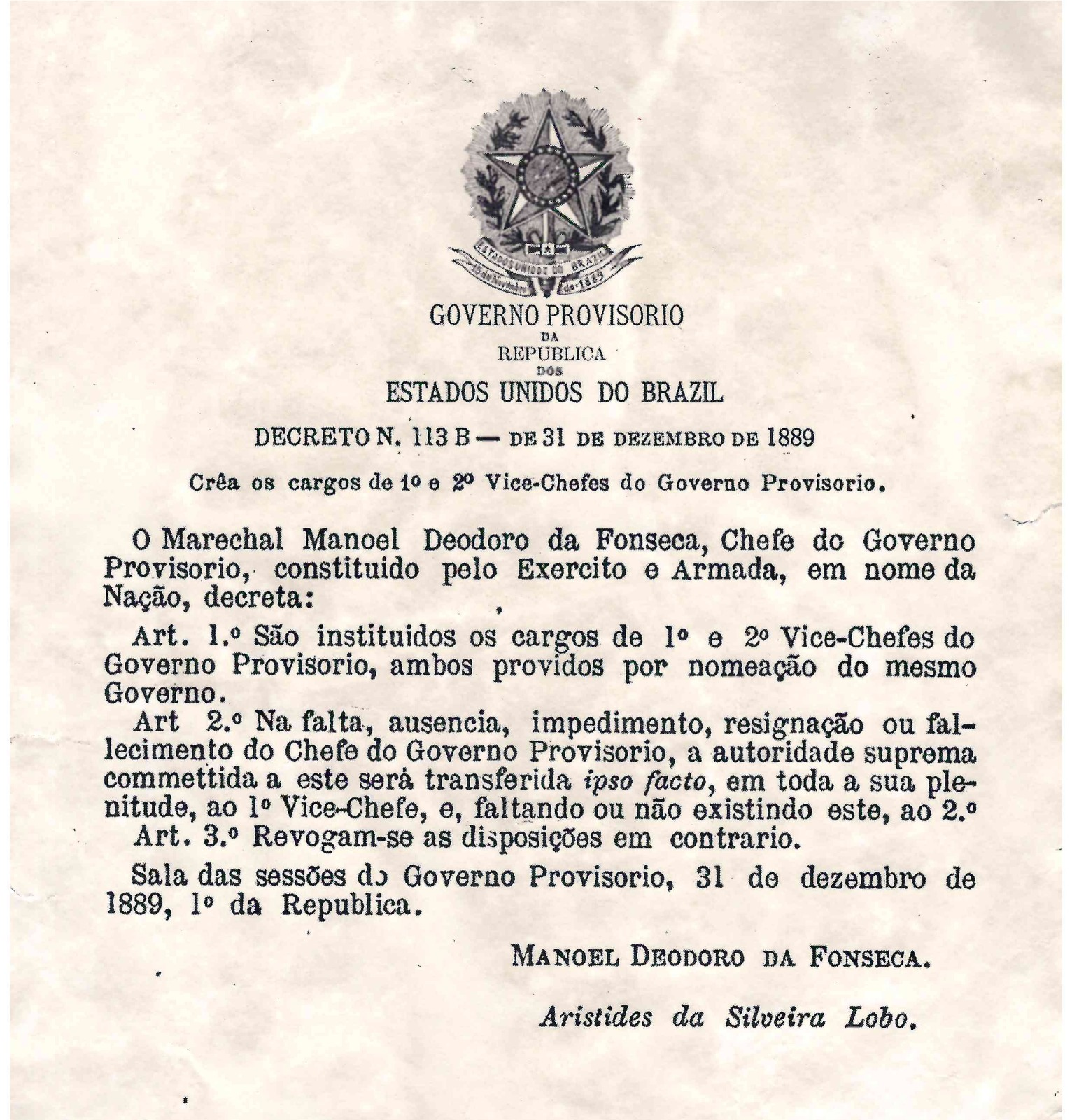
Das Dekret von 1889, mit dem das Amt geschaffen wurde, wurde später durch die Verfassung von 1891 formalisiert.

Das Amt wurde offiziell durch die Verfassung von 1891 geschaffen, aber in den Verfassungen von 1934 und 1937 abgeschafft, in der Verfassung von 1946 wieder eingeführt und in den Verfassungen von 1967 und 1988 beibehalten. In der nachstehenden Zeitleiste sind alle Personen aufgeführt, die in das Amt gewählt wurden. Die fortlaufende Nummerierung berücksichtigt jedoch nur diejenigen, die tatsächlich in ihr Amt vereidigt wurden. Aus diesem Grund werden Silviano Brandão, der vor seinem Amtsantritt starb, und Vital Soares, der durch die Revolution von 1930 am Amtsantritt gehindert wurde, nicht als Vizepräsidenten gezählt.
Zwei Vizepräsidenten, Delfim Moreira und José Sarney, übernahmen aufgrund der Krankheit der Amtsinhaber (Rodrigues Alves bzw. Tancredo Neves) das Amt als kommissarische Präsidenten (bzw. Interims-Präsidenten), wurden aber schließlich durch den Tod der Amtsinhaber zu Präsidenten. Da im Fall von Delfim Moreira die am 15. November 1918 begonnene Amtszeit noch keine zwei Jahre gedauert hatte, sah die Verfassung von 1891 eine Neuwahl des Präsidenten vor. Nach der Wahl und dem Amtsantritt von Epitácio Pessoa fungierte Delfim Moreira bis zu seinem Tod am 1. Juli 1920 erneut als Vizepräsident. Nur Delfim Moreira und João Goulart waren Vizepräsidenten von zwei verschiedenen Präsidenten, aber nur Goulart hatte das Amt beide Male inne.
Acht der 39 Präsidenten, die Brasilien im Laufe seiner republikanischen Geschichte hatte, waren Vizepräsidenten, die das Präsidentenamt in der Rangfolge übernahmen: Floriano Peixoto, Nilo Peçanha, Delfim Moreira, Café Filho, João Goulart, José Sarney, Itamar Franco und Michel Temer. Pedro Aleixo sollte von Rechts wegen als Präsident gelten, da er der legitime Nachfolger des entmündigten Costa e Silva war, wurde aber von der Militärjunta 1969 daran gehindert. Vier weitere Personen bekleideten ebenfalls das höchste Amt der Republik: Afonso Pena und Venceslau Brás wurden zum Präsidenten gewählt, nachdem sie zuvor als Vizepräsidenten fungiert hatten; Nereu Ramos stieg in der Rangfolge vom Posten des ersten Vizepräsidenten des Föderalen Senats auf; Augusto Rademaker gehörte zu der Junta, die Aleixo anklagte, bevor er zum Vizepräsidenten gewählt wurde und sogar die Schärpe an den neuen Präsidenten Garrastazu Médici weiterreichte. Rademaker und Delfim waren die Präsidenten, bevor sie zu Vizepräsidenten gewählt wurden.
Seit Michel Temer wurde das offizielle Porträt des Vizepräsidenten eingeführt, auf dem die Flagge des Vizepräsidenten und die brasilianische Flagge abgebildet sind, eine Tradition, die auch auf dem offiziellen Foto von Hamilton Mourão zu sehen ist, das am 30. Januar 2019 veröffentlicht wurde.

## Position

### Anforderungen
Um für das Amt des Vizepräsidenten kandidieren zu können, muss man die in der Verfassung festgelegten Voraussetzungen erfüllen: man muss gebürtiger Brasilianer sein, vor der Wahl mindestens 35 Jahre alt sein, die vollen politischen Rechte besitzen, wahlberechtigt sein und einen Wahlwohnsitz in Brasilien haben und einer politischen Partei angehören.
Der Vizepräsident ist erst seit der Verfassungsänderung Nr. 1, die am 17. Oktober 1969 von der Militärjunta, die am 31. August 1969 die Macht übernommen hatte, erlassen wurde, nicht mehr Präsident des Bundessenats und des Nationalkongresses. Diese Situation wurde beibehalten, sodass der Präsident der Abgeordnetenkammer mit der Verfassungsänderung Nr. 1 und der Verfassung von 1988 (Artikel 80) als zweiter in der Rangfolge steht.

### Wahl und Amtseinführung

#### Wahl

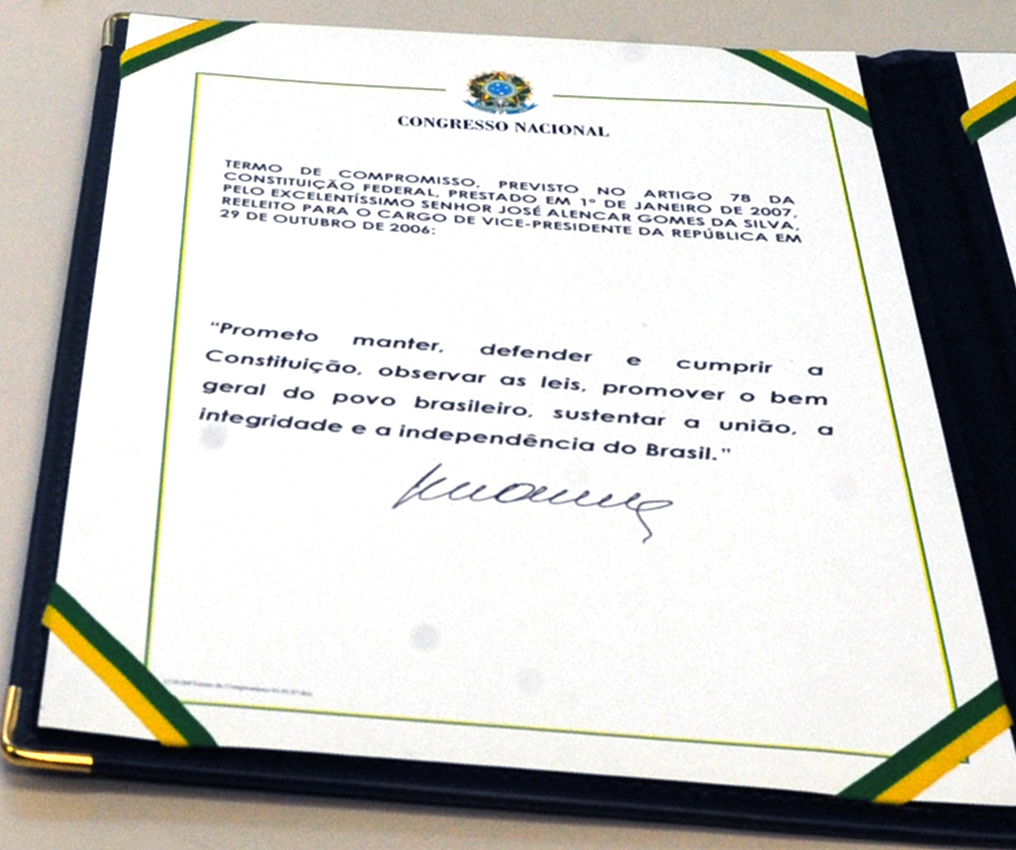
Die Unterschrift von José Alencar auf der Verpflichtungsurkunde zu seinem Amtsantritt als Vizepräsident, wie in Artikel 78 der brasilianischen Verfassung vorgesehen.

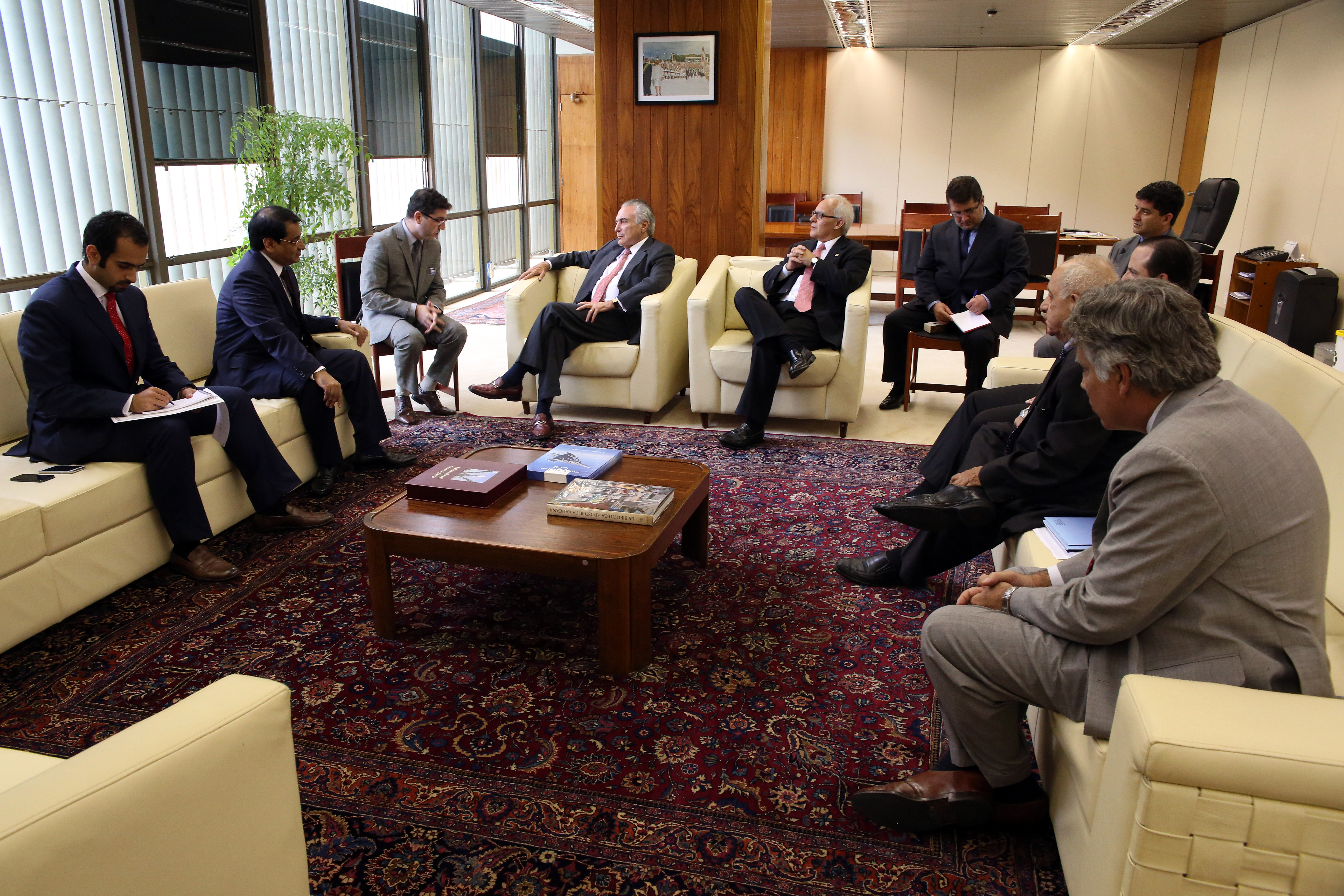
Büro des Vizepräsidenten im Nebengebäude des Planalto-Palastes.

Während der Alten Republik, von 1894 bis 1930, fanden alle vier Jahre am 1. März Direktwahlen zur Wahl des Präsidenten und des Vizepräsidenten der Republik statt, und die Amtseinführung erfolgte am 15. November. Nach der Verfassung von 1946 fanden die Direktwahlen zur Wahl des Präsidenten alle fünf Jahre am 3. Oktober statt, und die Präsidenten traten ihr Amt am 31. Januar des folgenden Jahres an. Seit der Verfassungsänderung 25 von 1985 zur Verfassung von 1967 wird der Präsident der Republik direkt vom Volk gewählt. Erhält keiner der Präsidentschaftskandidaten im ersten Wahlgang die absolute Mehrheit, findet ein zweiter Wahlgang statt, bei dem nur die beiden Kandidaten kandidieren dürfen, die im ersten Wahlgang die meisten Stimmen erhalten haben. Durch die Verfassungsänderung 16 von 1997 wurde die Wiederwahl für eine weitere Amtszeit ermöglicht.
In der Vergangenheit wurden der Präsident und der Vizepräsident getrennt gewählt. Aus diesem Grund wurde João Goulart zweimal zum Vizepräsidenten gewählt, und zwar von Juscelino Kubitschek und Jânio Quadros, den damaligen politischen Gegnern. Seit der Verfassungsänderung 9 vom 22. Juli 1964 werden die Kandidaten für das Amt des Präsidenten und des Vizepräsidenten gemeinsam auf einer Liste gewählt. Beide Kandidaten müssen auf demselben Wahlzettel eingetragen sein, müssen aber nicht unbedingt derselben Partei angehören. Dies wird als Parteienkoalition (coligação partidária) bezeichnet. Dies bedeutet, dass die Unterstützung durch eine oder mehrere Parteien üblich ist. Obwohl dies nicht die Regel ist, da es auch Kandidatenlisten mit Kandidaten derselben Partei gibt, wird davon ausgegangen, dass es für einen Präsidenten sehr schwierig ist, ohne solche Koalitionen gewählt zu werden. Ursprünglich sollte die Wahl gemäß Artikel 77 der Verfassung von 1988 immer 90 Tage vor dem Ende der laufenden Amtszeit stattfinden. Jetzt findet sie jedoch am ersten Sonntag im Oktober statt, und wenn ein zweiter Wahlgang erforderlich ist, wird er am letzten Sonntag desselben Monats abgehalten.

#### Der gewählte Vizepräsident
Der Kandidat, der zum Vizepräsidenten Brasiliens gewählt wird, trägt den Titel des gewählten Vizepräsidenten (vice-presidente eleito) ab der Bekanntgabe des Wahlergebnisses im ersten oder zweiten Wahlgang bis zu seiner Amtseinführung, die am 1. Januar des auf die Wahl folgenden Jahres in Brasilia stattfindet. Der Titel wird offiziell verliehen, wenn die Kandidaten für das Amt des Präsidenten und des gewählten Vizepräsidenten für gewählt erklärt werden und die Frist für die Anfechtung des Wahlergebnisses durch das Oberste Wahlgericht (Tribunal Superior Eleitoral) abgelaufen ist. Der Titel wird nicht verliehen, wenn der Kandidat für eine zweite Amtszeit gewählt wird, d. h. wenn er erneut zum Vizepräsidenten gewählt wird, da er bereits als Vizepräsident im Amt ist.
Gemäß Artikel 77 der Bundesverfassung gilt der Kandidat als gewählt, der bei einer Wahl am ersten Sonntag im Oktober die Hälfte der gültigen Stimmen plus eine erhält. Erreicht kein Kandidat diese Marke, wird ein zweiter Wahlgang zwischen den beiden Kandidaten mit den meisten Stimmen im ersten Wahlgang angesetzt, der am letzten Sonntag im Oktober stattfindet. Die Verfassung sieht außerdem vor, dass der Vizepräsident neben dem Präsidenten für eine Amtszeit von vier Jahren gewählt wird, mit dem Recht auf Wiederwahl, die am ersten Januar des folgenden Jahres beginnt.

#### Nachfolge und Ablösung
Der Vizepräsident übernimmt das Amt des Präsidenten der Republik bei:
- Tod des Amtsinhabers;
- absoluter zivilrechtlicher Unmündigkeit/Unfähigkeit (incapacidade civil absoluta) des Amtsinhabers;[12]
- Verlust der verfassungsmäßigen Voraussetzungen für die Ausübung des Amtes oder die Feststellung ihres Nichtvorliegens oder ihrer Unwählbarkeit zum Zeitpunkt der Wahl;
- Verurteilung des Amtsinhabers in einem Verfahren wegen einer Straftat oder einer Ordnungswidrigkeit;
- Abwesenheit vom Land für mehr als fünfzehn Tage ohne Erlaubnis des Nationalkongresses;
- Nichtamtsantritt des gewählten Präsidenten innerhalb von zehn Tagen nach dem für die Amtseinführung vorgesehenen Datum, es sei denn, es liegt ein Fall höherer Gewalt vor;
- Rücktritt des Amtsinhabers.

### Amtssitz

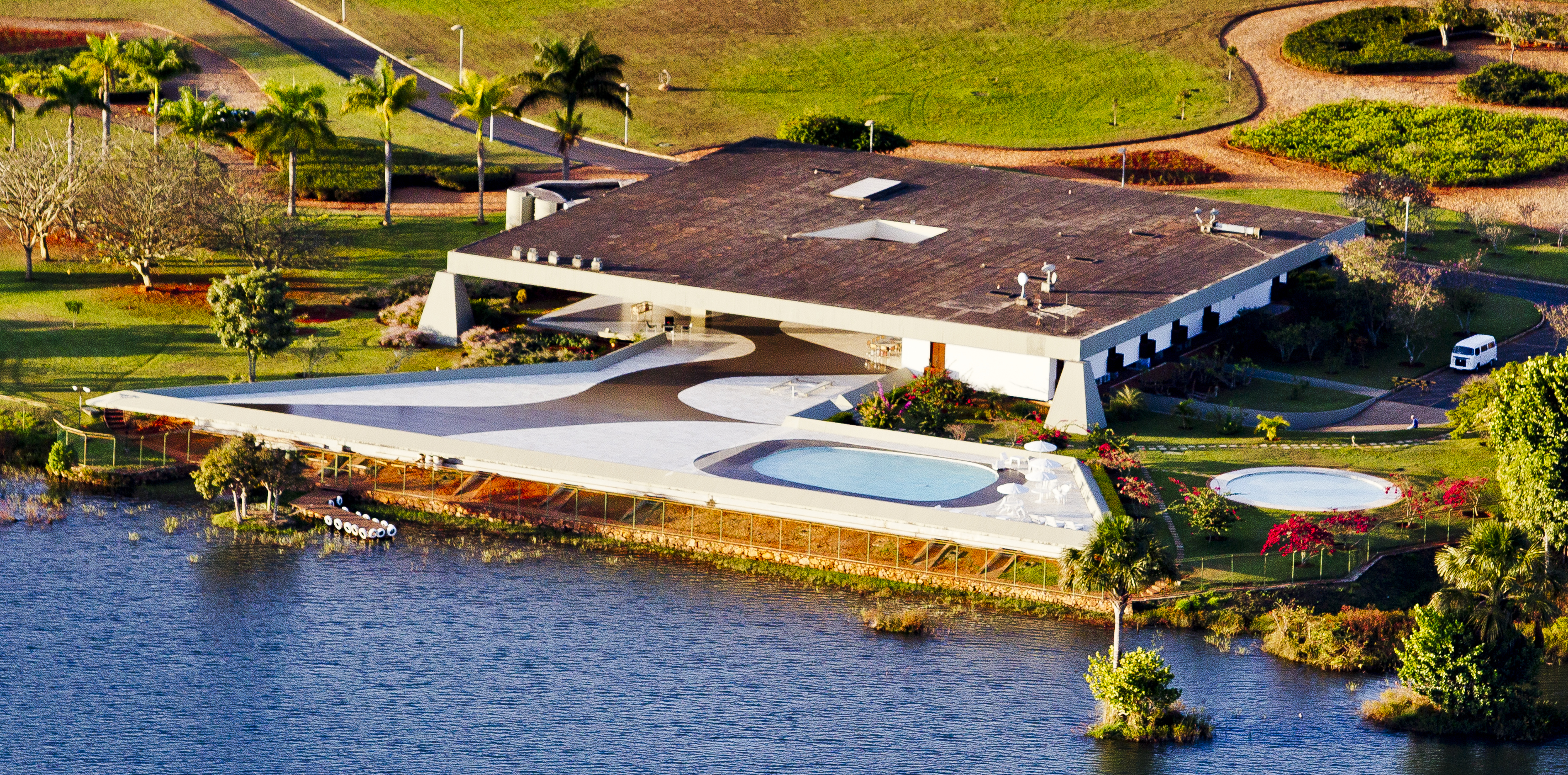
Palácio do Jaburu, offizielle Residenz des Vizepräsidenten.

Der Vizepräsident arbeitet nicht im  Planalto-Palast (Palácio do Planalto), sondern in einem Nebengebäude, während der Jaburu-Palast (Palácio do Jaburu), der am Ufer des Paranoá-Sees (Lago Paranoá) liegt, die offizielle Residenz ist. Er wurde 1973 von dem Architekten Oscar Niemeyer entworfen und 1977 (von Adalberto Pereira dos Santos, dem Vizepräsidenten von Ernesto Geisel) bezogen, siebzehn Jahre nach der Einweihung von Brasília. Der Palast erhielt seinen Namen, weil er sich in der Nähe des Jaburu-Sees (Lagoa do Jaburu) befindet. In dem von dem Landschaftsarchitekten Roberto Burle Marx entworfenen Garten wurden verschiedene für Cerrado typische Baumarten sorgfältig gepflegt, die sich heute mit Obstbäumen und Zierpflanzen aus anderen Regionen des Landes vermischen.

Architekt Oscar Niemeyer
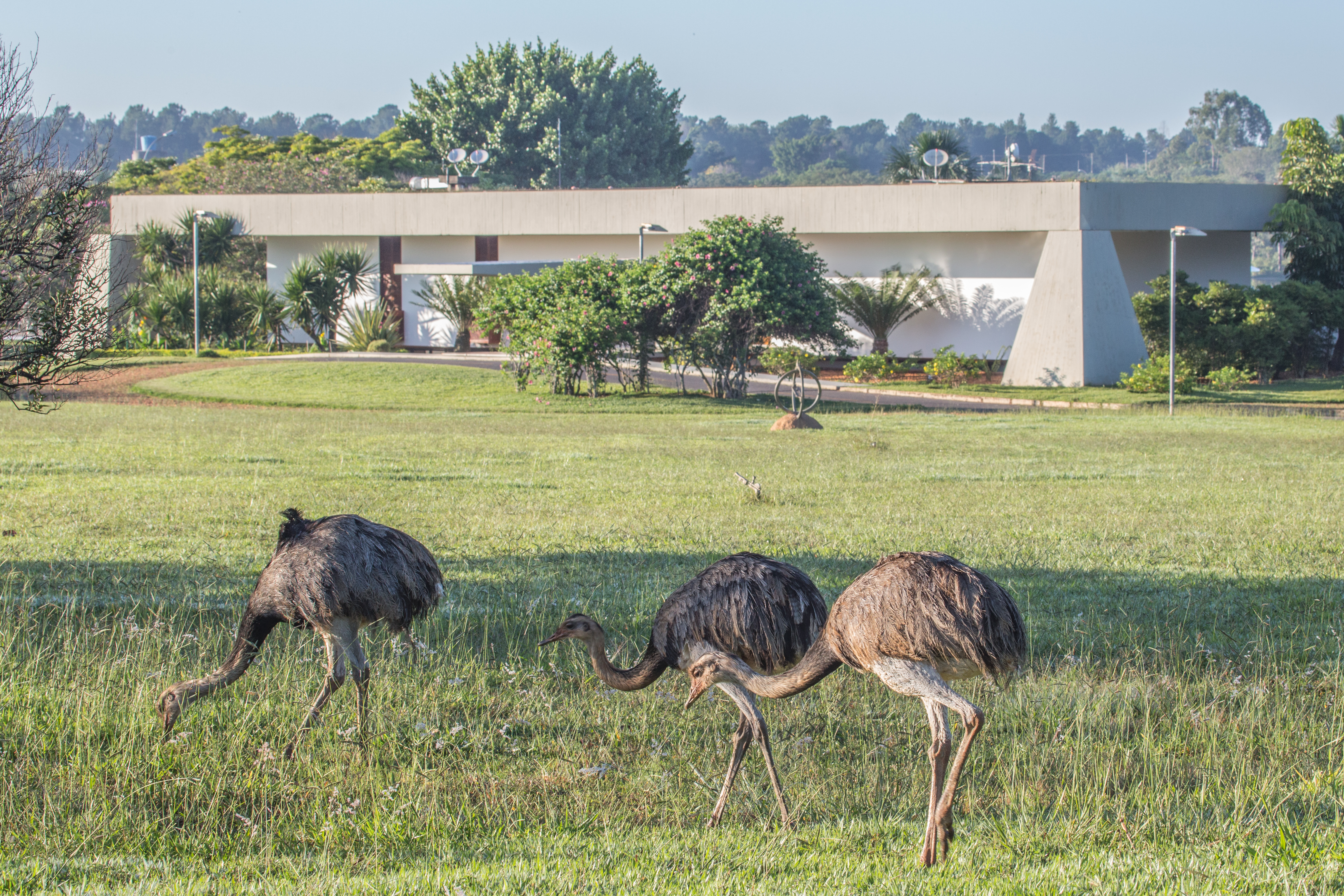
Nandus auf dem Gelände des Jaburu
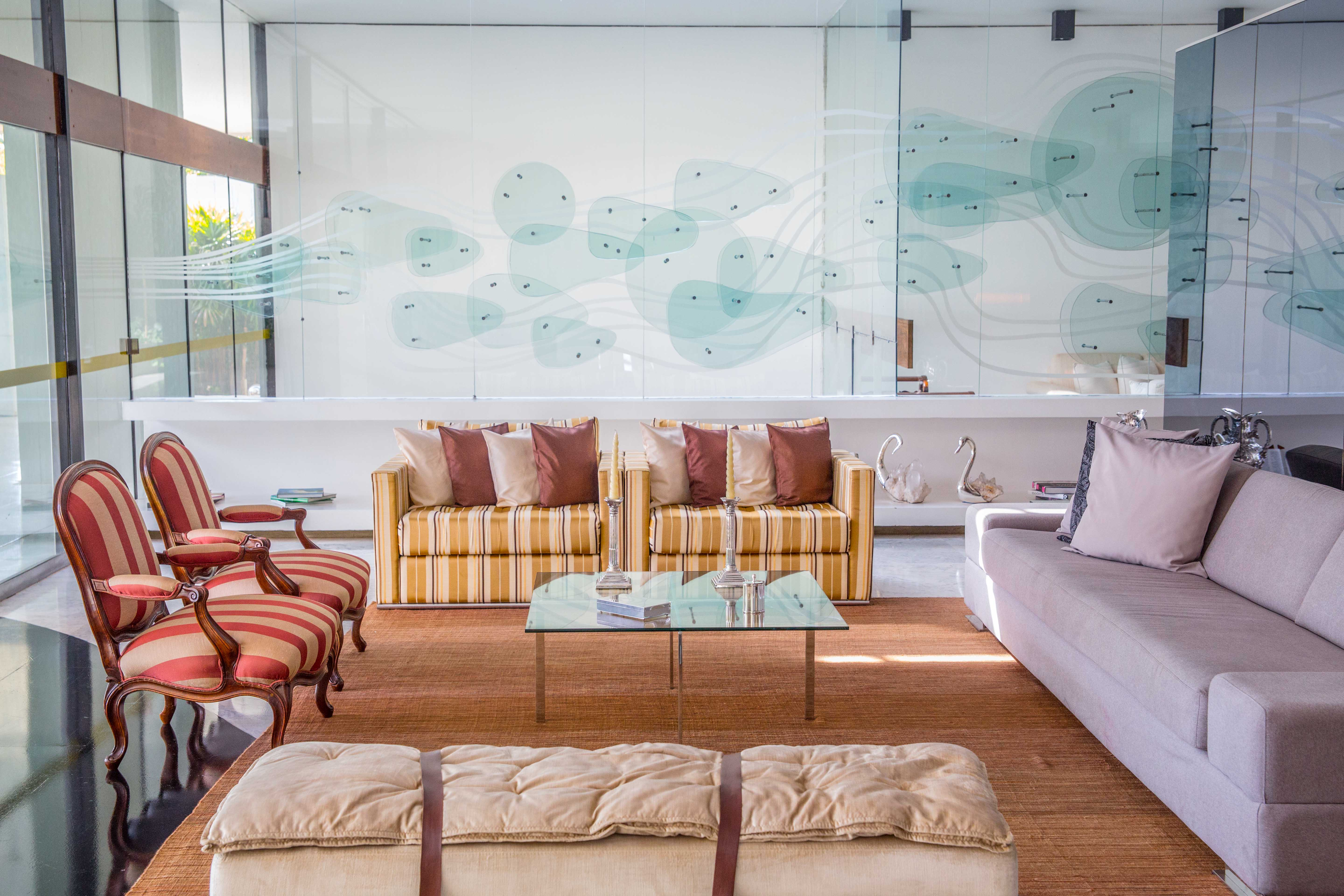
Das Glasfenster am Eingang des Wohnzimmers.
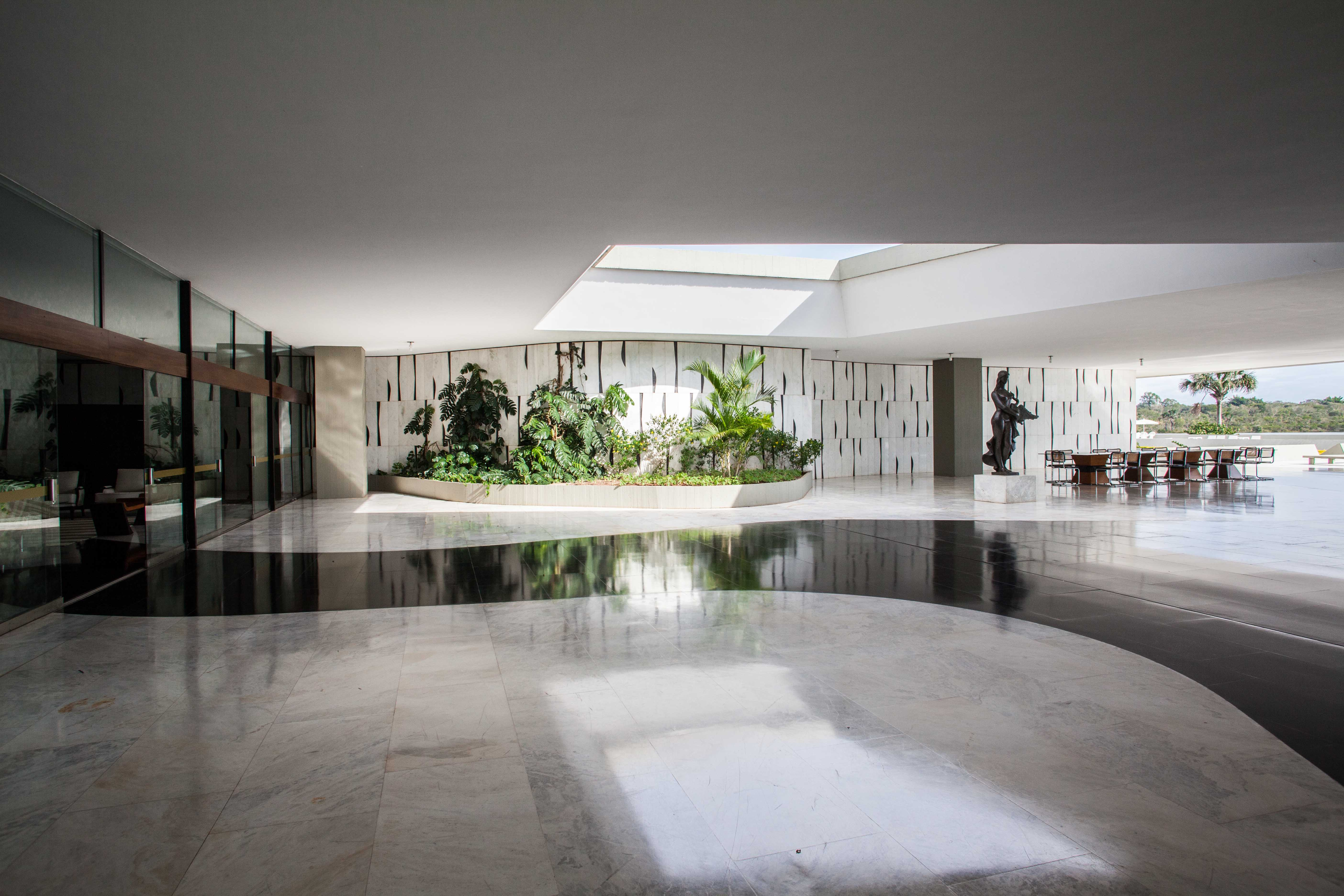
Der begrünte Innenhof.
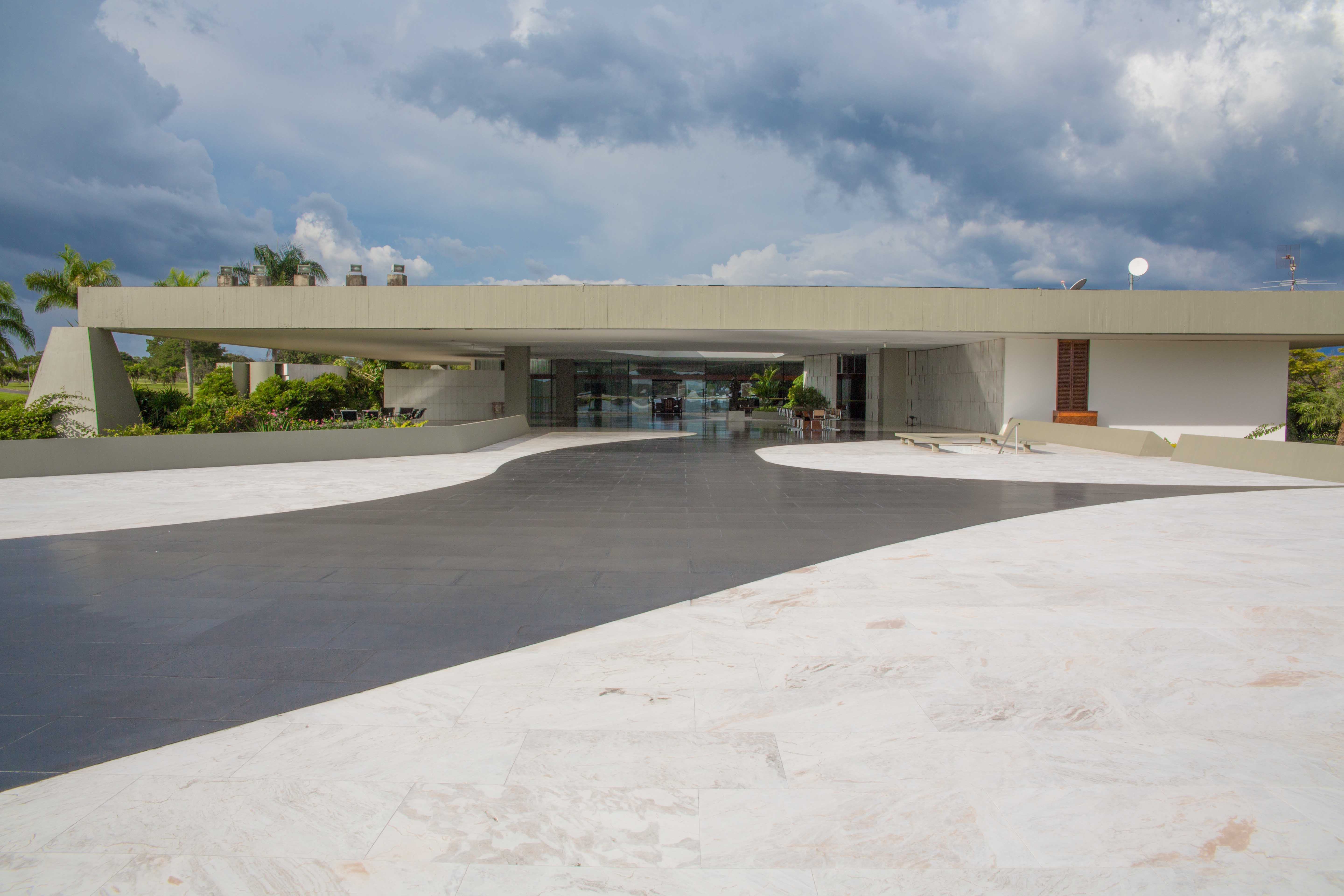
Außenfassade.

## Vizepräsidenten

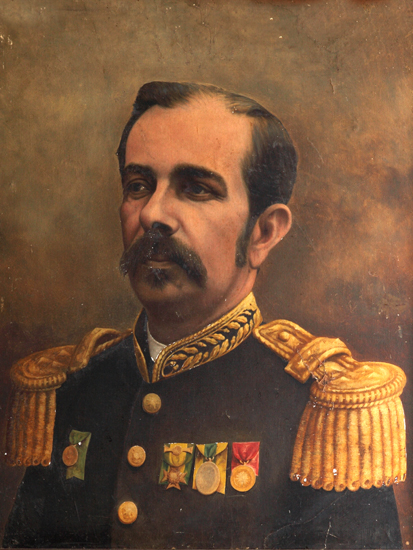
1.º Floriano Peixoto 1891
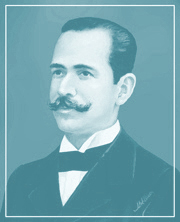
2.º Manuel Vitorino 1894–1898
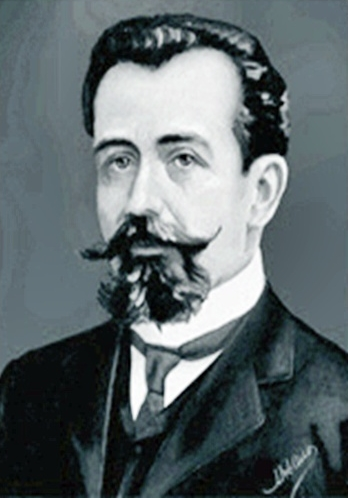
3.º Rosa e Silva 1898–1902
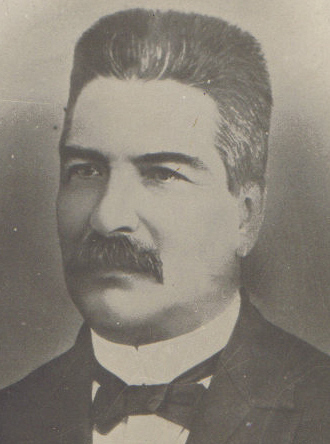
. Silviano Brandão hat sein Amt nicht angetreten
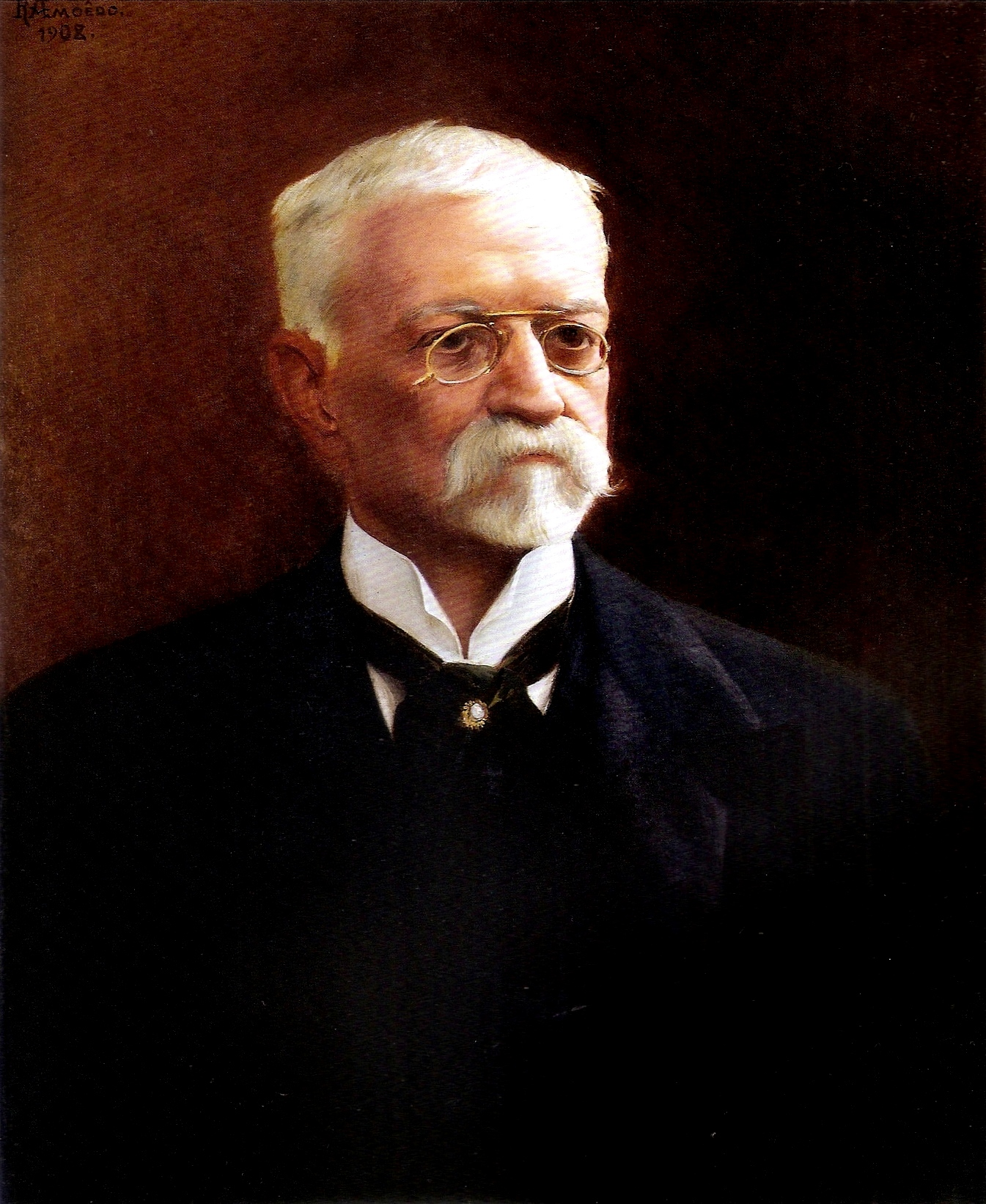
4.º Afonso Pena 1903–1906
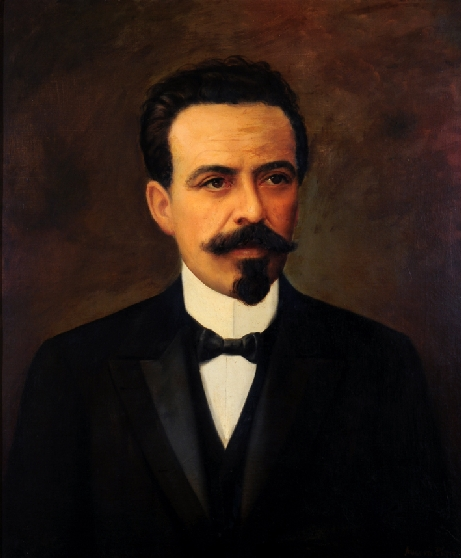
5.º Nilo Peçanha 1906–1909
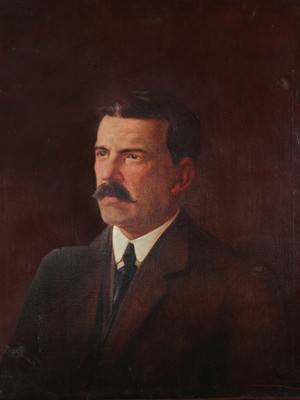
6.º Venceslau Brás 1910–1914
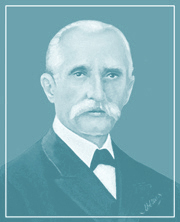
7.º Urbano Santos 1914–1918
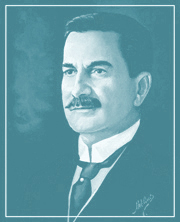
8.º Delfim Moreira 1918–1920
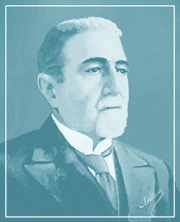
9.º Bueno de Paiva 1920–1922
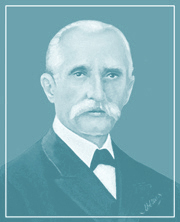
. Urbano Santos hat sein Amt nicht angetreten
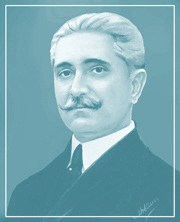
10.º Estácio Coimbra 1922–1926
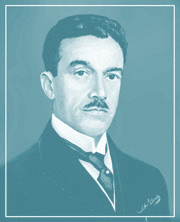
11.º Fernando de Melo Viana 1926–1930
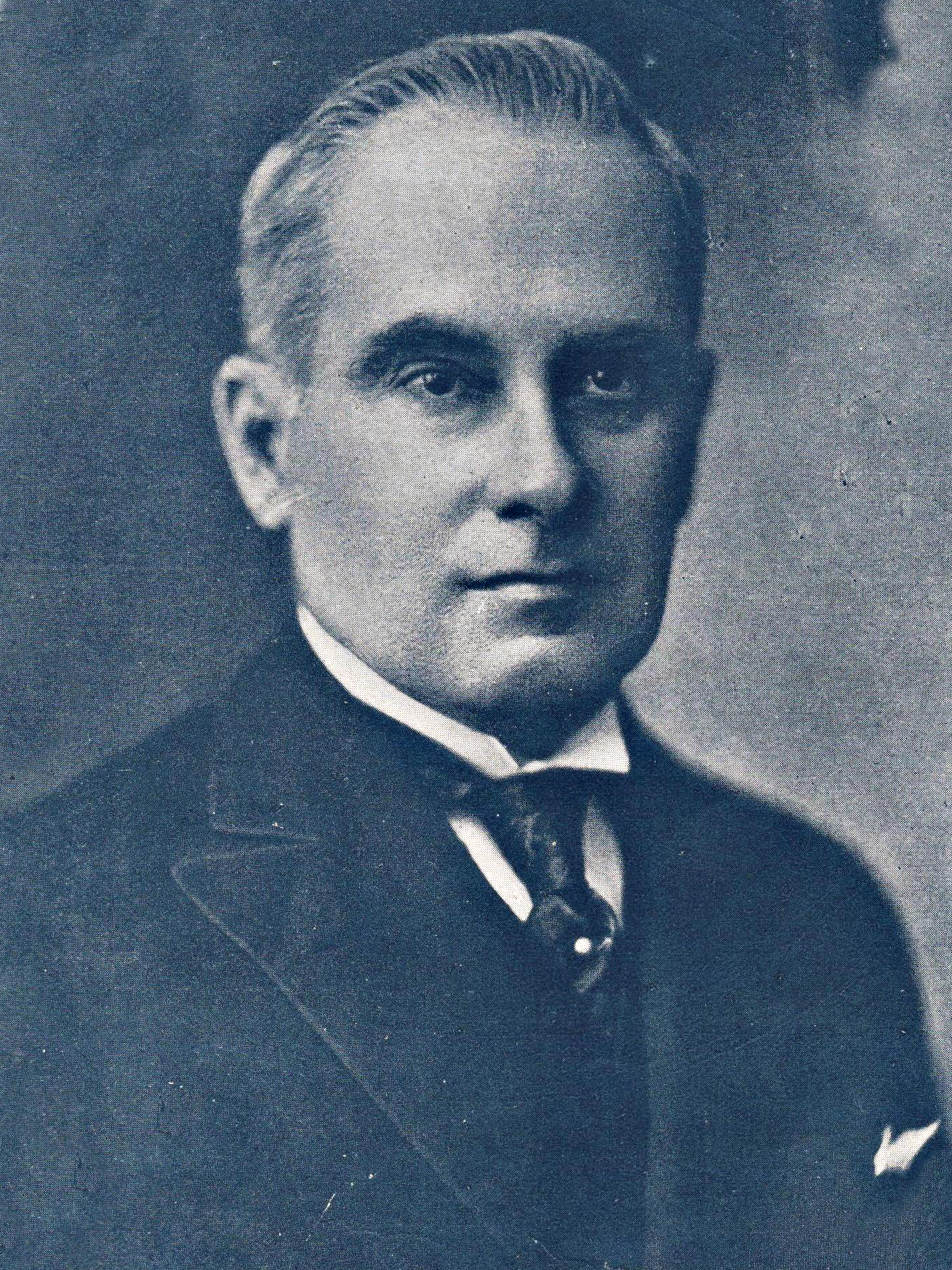
· Vital Soares hat sein Amt nicht angetreten
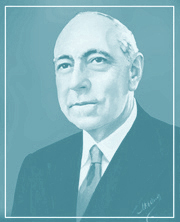
12.º Nereu Ramos 1946–1951
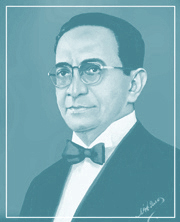
13.º Café Filho 1951–1954
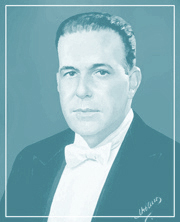
14.º João Goulart 1956–1961
15.º José Maria Alkmin 1964–1967
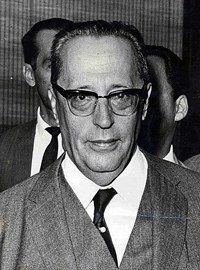
16.º Pedro Aleixo 1967–1969
17.º Augusto Rademaker 1969–1974
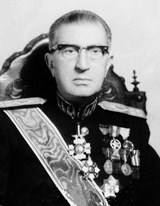
18.º Adalberto Pereira dos Santos 1974–1979
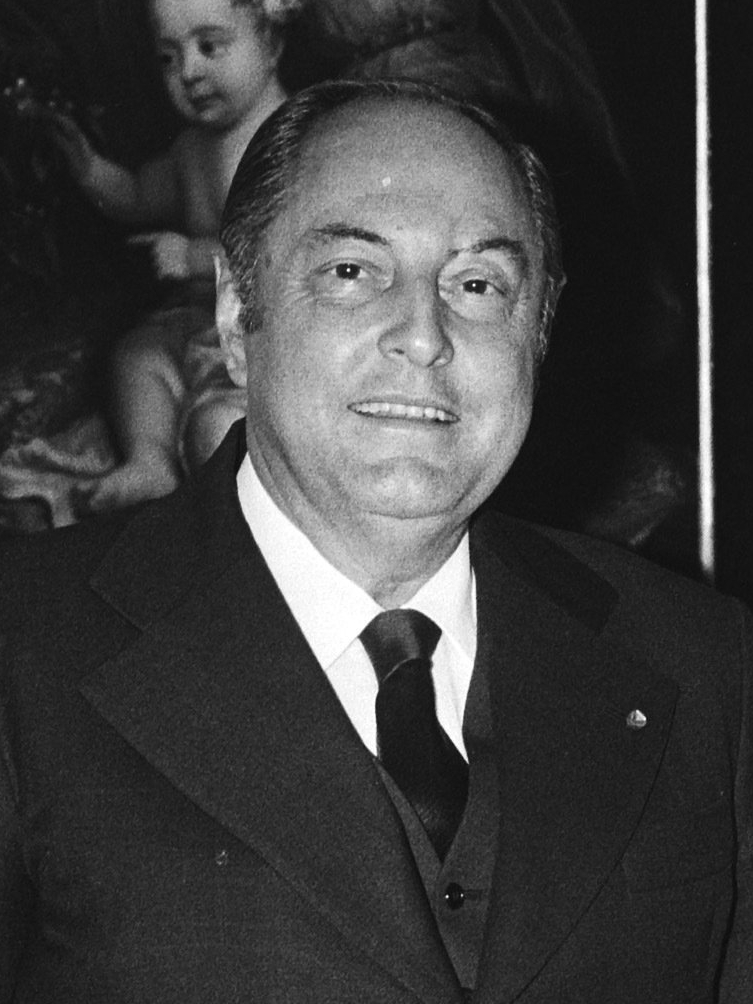
19.º Aureliano Chaves 1979–1985
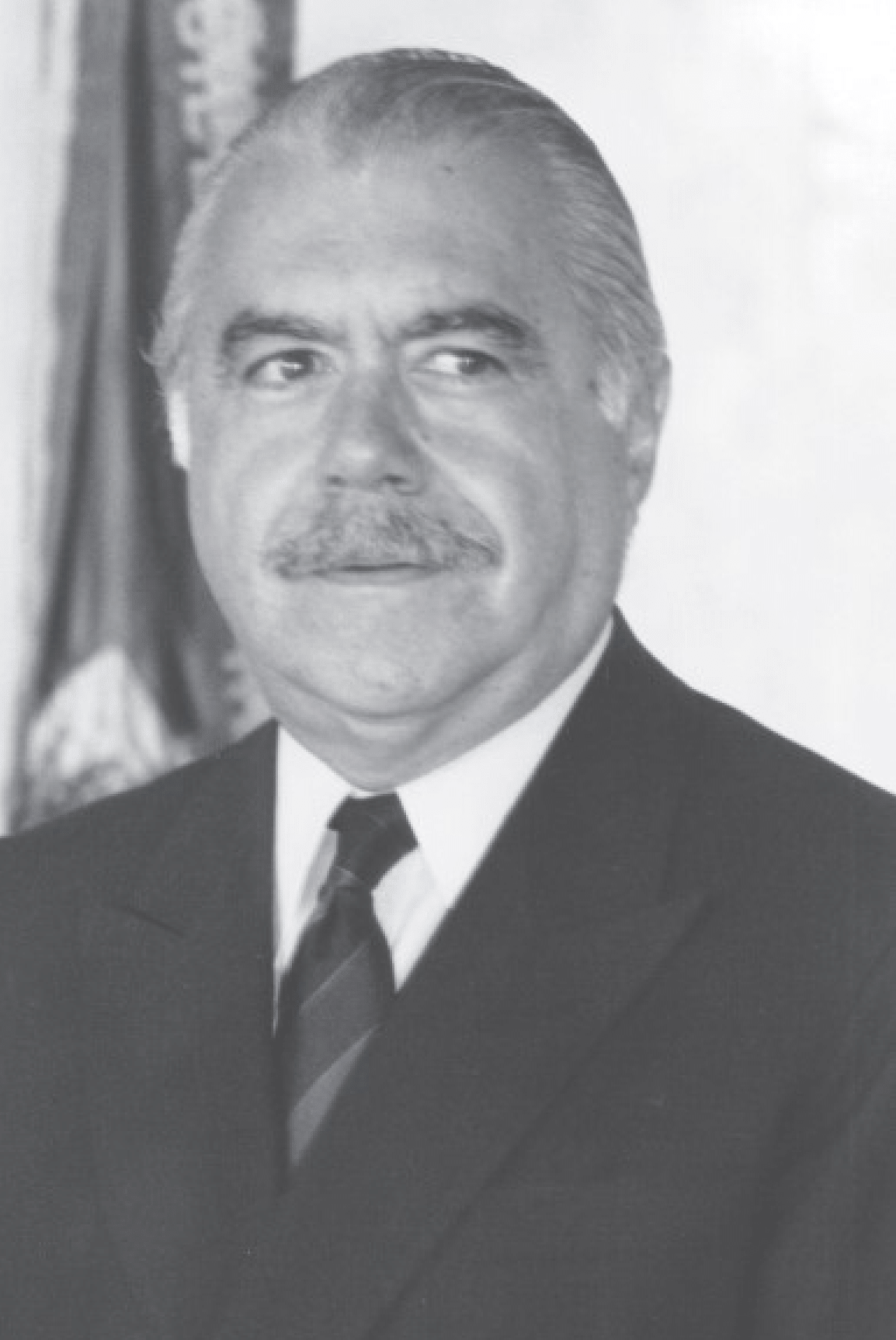
20.º José Sarney 1985
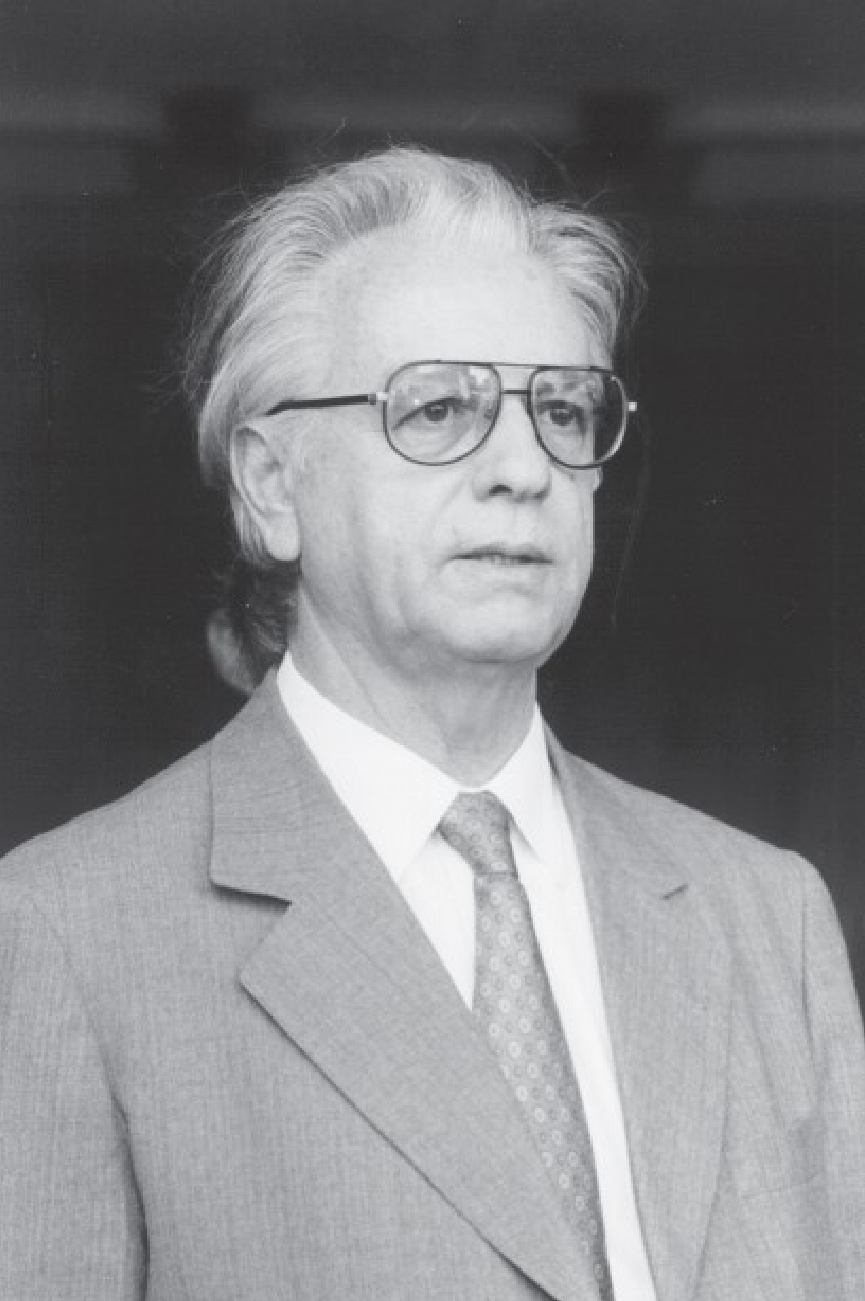
21.º Itamar Franco 1990–1992
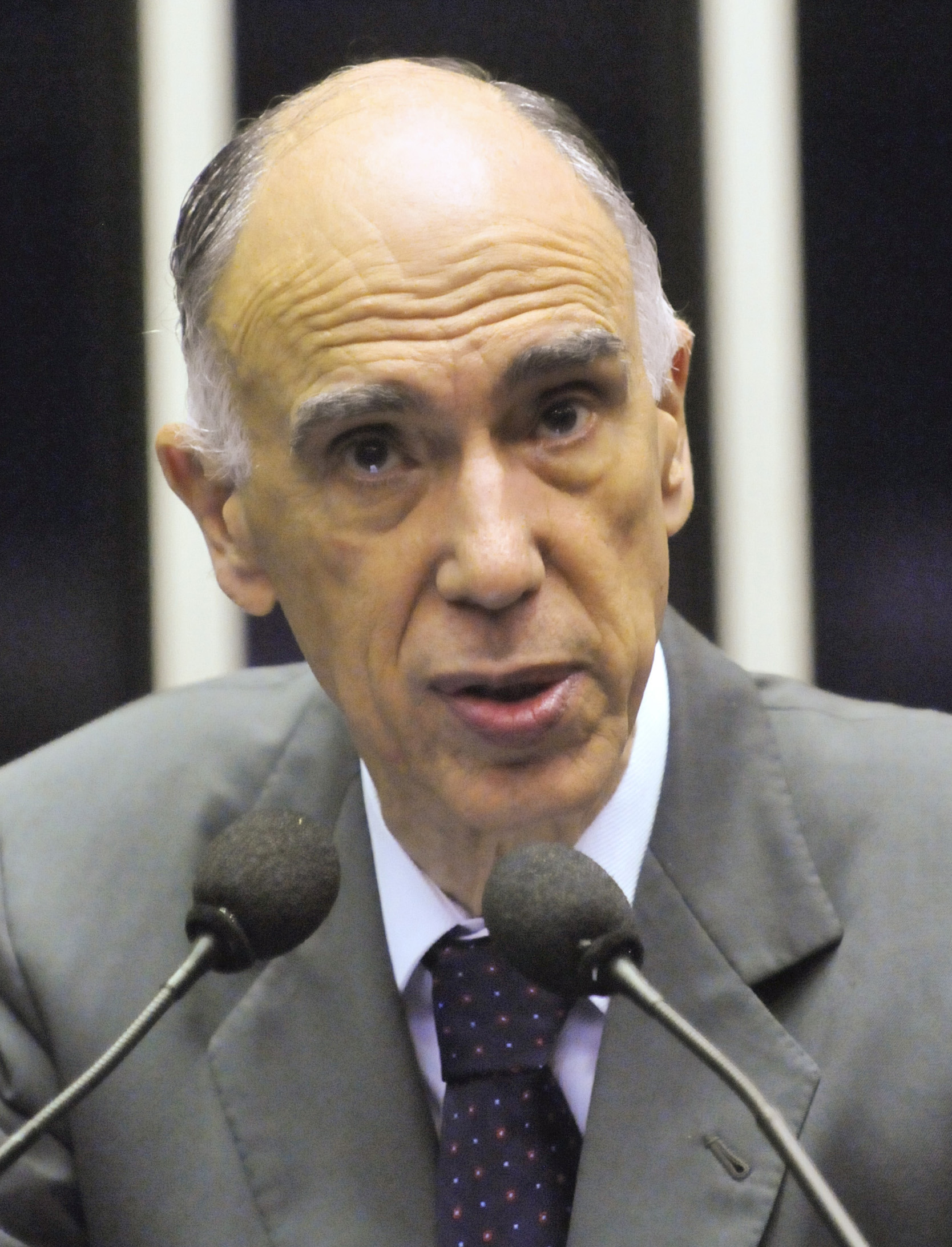
22.º Marco Maciel 1995–2003
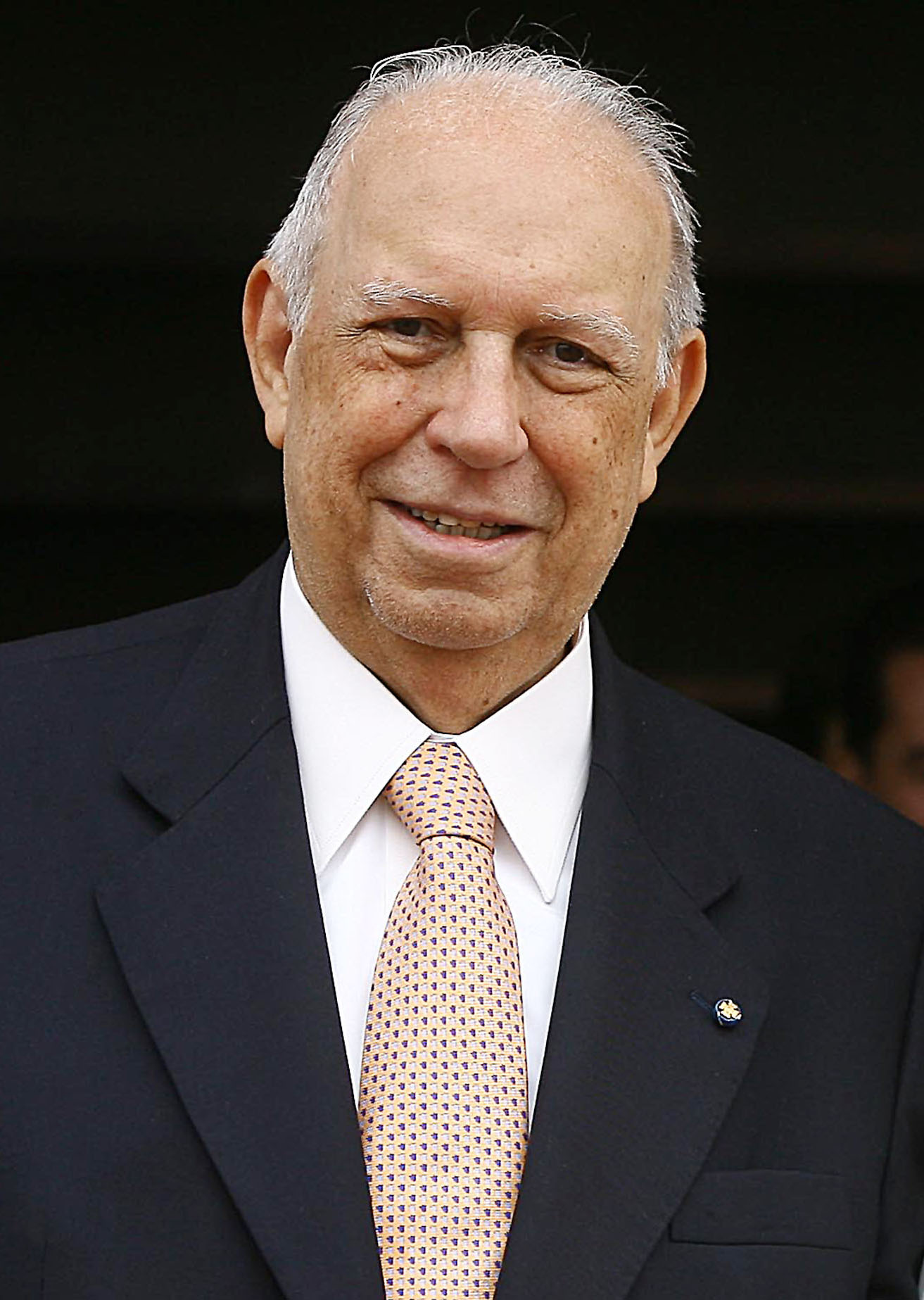
23.º José Alencar 2003–2011
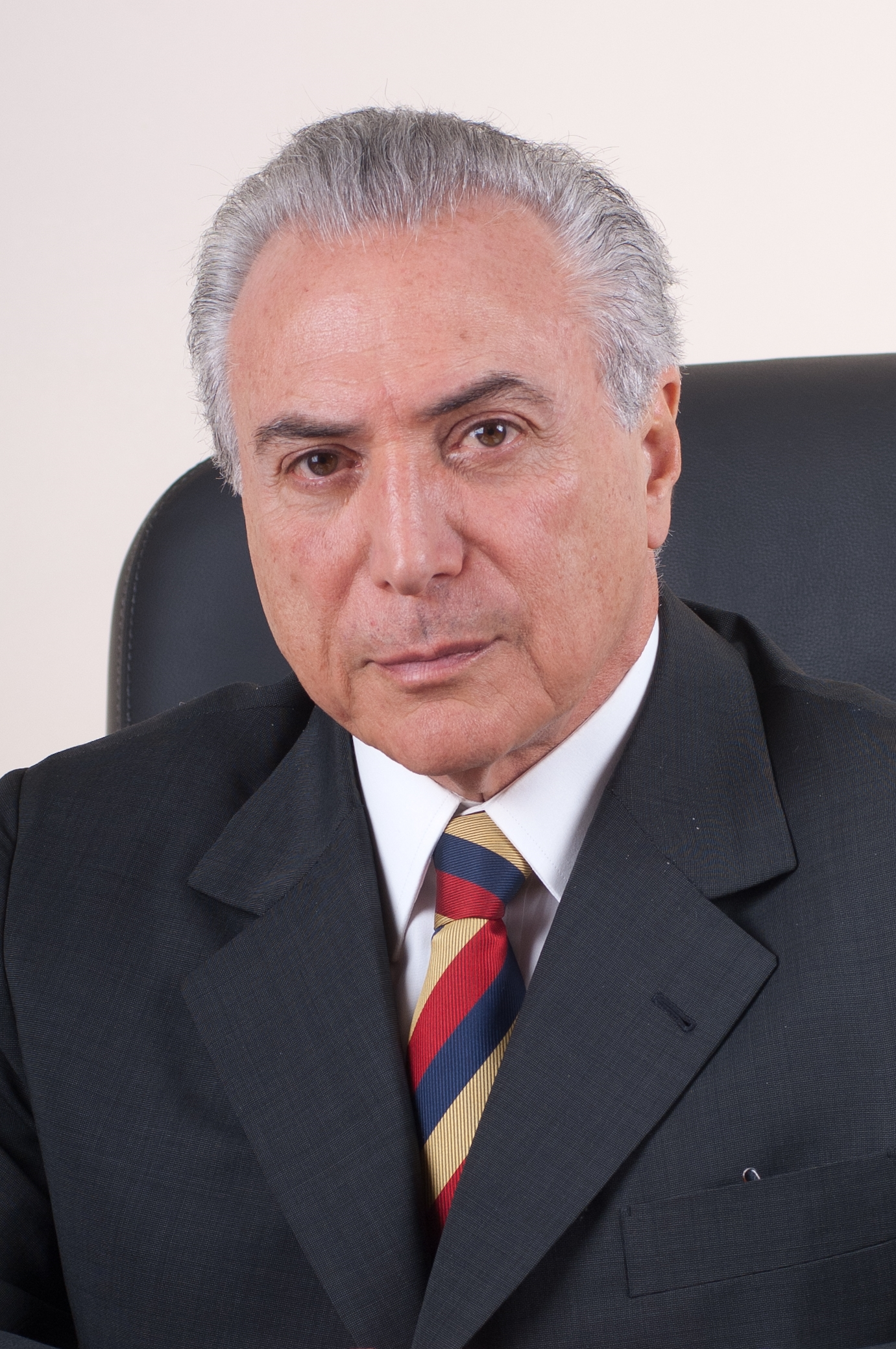
24.º Michel Temer 2011–2016
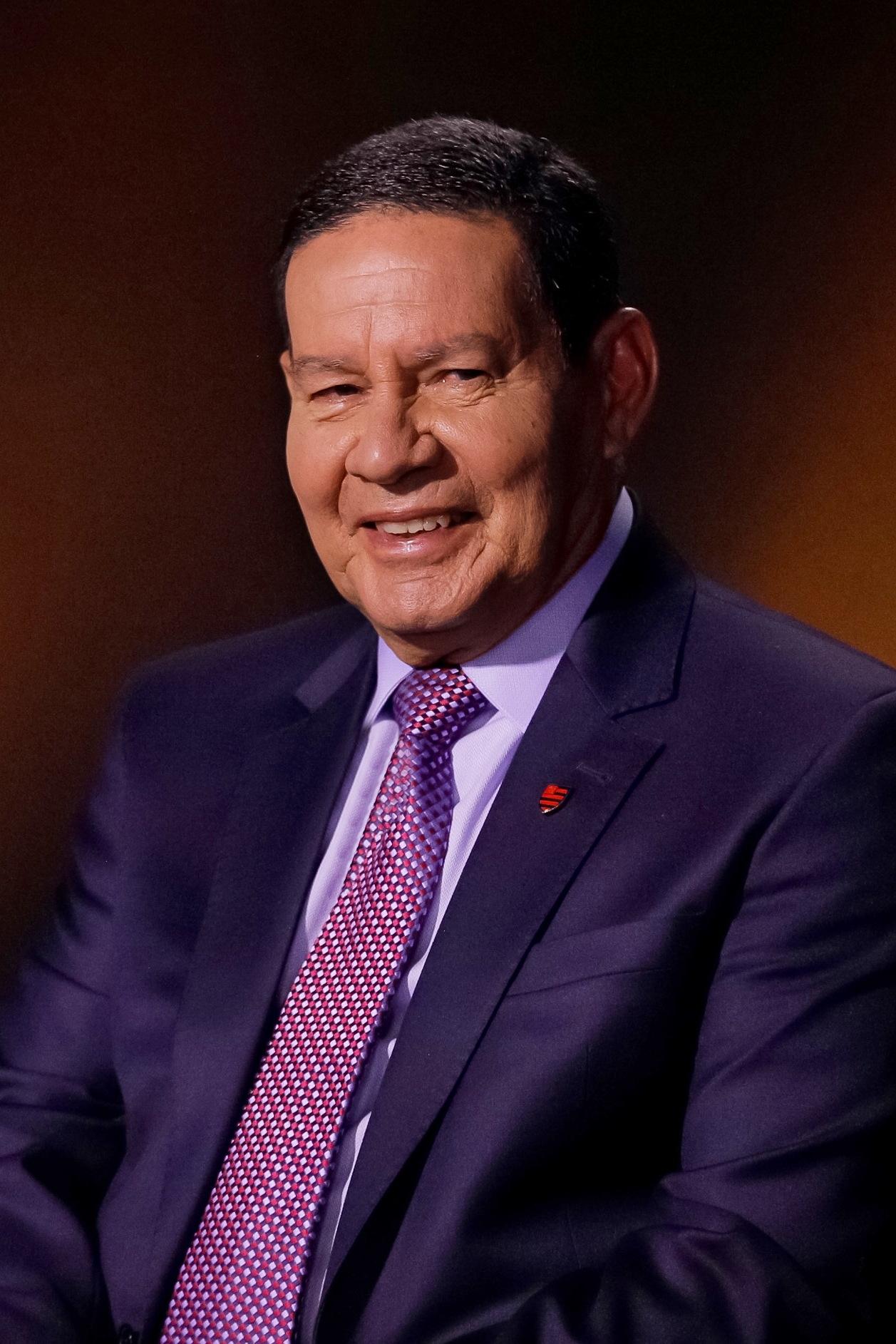
25.º Hamilton Mourão 2019–2023
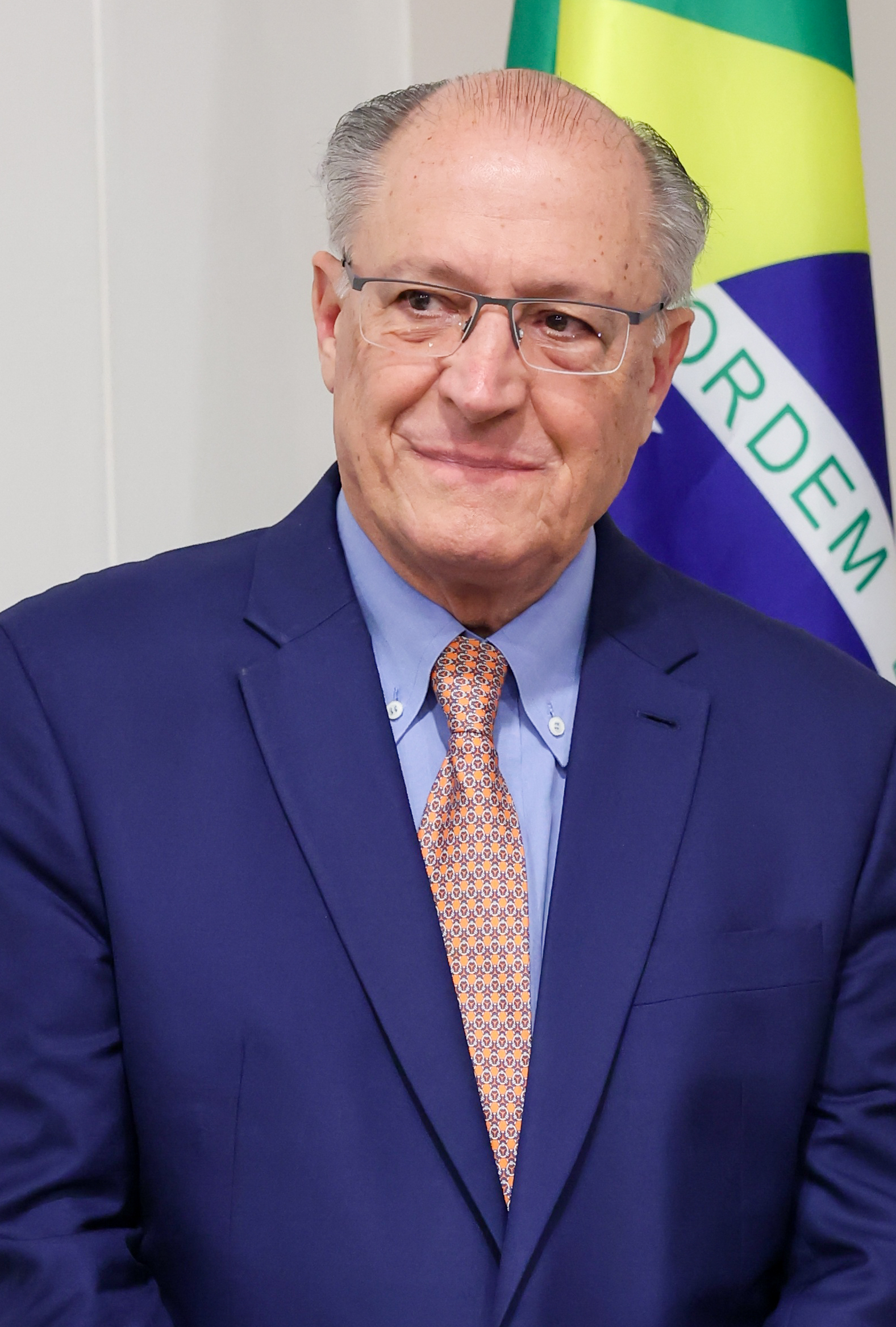
26.º Geraldo Alckmin Seit 2023